# John Howard Taylor
John Howard Taylor (Peckham, 30 juni 1861 - Melbourne 1 oktober 1925) was een Brits zeiler.
Taylor behaalde tijdens de Olympische Zomerspelen 1900 de titel in de 3-10 ton klasse.

## Resultaten

### Olympische Zomerspelen
| Jaar | Plaats | Resultaten      |
| ---- | ------ | --------------- |
| 1900 | Parijs | 3-10 ton klasse |